# 安徽九方足球倶楽部
安徽九方足球倶楽部（あんききゅうほう-そっきゅうくらぶ）は、中華人民共和国の安徽省蕪湖市にかつて存在したサッカークラブである。2010年まで中国サッカー・甲級リーグ（中国甲級聯賽、国内リーグ2部に相当）に所属していた。

## 歴史
- 2005年 - 合肥市において安徽九方足球倶楽部が設立され、乙級リーグに参加する。
- 2007年 - クラブ名称を安徽九華山足球倶楽部に変更。乙級リーグで3位に入り、昇降格プレーオフを制して甲級リーグに昇格する。
- 2009年 - ホームタウンを合肥市から蕪湖市に移転する。
- 2010年 - ホームタウンを再び蕪湖市から合肥市に移転する。シーズン開始後、合肥市体育局との関係が悪化、合肥市人民政府の支持も得られなくなり、満足な練習もできなくなる。以降、蕪湖市で試合を開催した。11月1日、甲級リーグ脱退を中国サッカー協会に申請、了承される。
- 2011年1月 - 既に甲級リーグに参加していた天津潤宇隆足球倶楽部と協議し、天津潤宇隆が安徽九方を吸収合併することで合意[1][2]。1月15日にクラブは解散した。また、天津潤宇隆は入れ替わりで甲級リーグに参加した。

## 獲得タイトル
なし

## 過去の成績
- 2005年 - 乙級リーグ 4位
- 2006年 - 乙級リーグ 3位
- 2007年 - 乙級リーグ 3位
- 2008年 - 甲級リーグ 4位
- 2009年 - 甲級リーグ 7位
- 2010年 - 甲級リーグ 9位